# Saxon (Valais)
Saxon (antiguamente en alemán Schellon) es una comuna suiza del cantón del Valais, situada en el distrito de Martigny. Limita al norte con la comuna de Saillon, al este con Riddes, al sur con Bagnes y Vollèges, al oeste con Charrat, y al noroeste con Fully.

## Personajes
- Stéphane Lambiel, campeón del mundo en patinaje artístico sobre hielo en 2005 y 2006.